# Mallavere
Mallavere – wieś w Estonii, w prowincji Harju, w gminie Raasiku.